# 原始日语
原始日语或原始日本-琉球语是日本-琉球语系的祖语。它通过对上古日语应用内部构拟法结合囊括琉球语的比照法构拟。:1主要構擬在20世纪由塞缪尔·马丁（Samuel Martin）和服部四郎所貢獻。:1

## 背景
日本-琉球语系包含：在日本本土使用的日语；在八丈島、青島及大東群島等地使用的八丈語；以及在琉球群岛使用的琉球语。:5
大多数学者相信，日本语是于公元前700年至前300年，由来自朝鲜半岛的弥生文化稻作移民带到九州北部，代替了本土语言并扩散至整个日本列岛。:98
最古老的形式是在7到8世纪，以万叶假名记录的上古日语。:12–20
琉球语在日本被认为是日语方言，但琉球语和日语、甚至琉球语方言之间的互通性都很低。:191它们被宽达250km的宫古海峡自然分隔为南北两支語群。:352
冲绳语首里话自16世纪有可信记录。:352
所有琉球语变体均有滅絕的風險。:351
上古日语展現出数个有別於琉球语的创新，因此两支语言必定在7世紀前即分化。:21–22
从10世纪至11世纪，从南九州到琉球群岛的人群迁徙也许和御城农业文化的快速扩张同时发生。:30–31
本次迁徙后，直到萨摩藩于1609年征伐琉球国前，來自日本本土来的影响一直受限。:4
早期的祖語构拟工作主要是塞缪尔·马丁（Samuel Martin）基于上古日语的内部构拟，同时也使用来自日语各地方言和琉球语的证据，特别是考虑到日语高低音调的历史，但它的地位是次要的。后续由服部四郎在1970年代，从方言和琉球语中基于比较构拟发掘出的补足证据变得尤为重要。:1

## 音系
原始日语词汇通常是多音节的，音节结构是（C）V。

### 辅音
下列原始日语辅音除*w和*j的音值外争议甚小：:27
|      | 唇音 | 齿龈音 | 硬颚音 | 软腭音 |
| ---- | ---- | ------ | ------ | ------ |
| 鼻音 | *m   | *n     |        |        |
| 塞音 | *p   | *t     |        | *k     |
| 擦音 |      | *s     |        |        |
| 闪音 |      | *r [ɾ] |        |        |
| 近音 | *w   |        | *j     |        |

大部分学者赞同上古日语的浊辅音b、d、z和g从不做声母，来自鼻音和清辅音的缩合。:27多数时候这两个辅音因中间的元音失落而成对。和连浊相似但原始词形含有属格助词“nə”和“ni”随后元音脱落的情况也很多，如yagura“櫓”< *ja=nə kura“矢の倉”。:95:40
- yudura「弓弦」< *jumtura < *jumi-tura“弓-弦”
- abi₁ki₁「網引」< *ampiki < *ami-piki“網-引”
- nusubi₁to₂「盗人」< *nusumpitə < *nusumi-pitə“盗-人”
- murazi「連」< *muransi <*mura-nusi“村-主”

少数几个词没有显示有这个元音的证据，学者在清阻塞音前构拟了一个模糊的音节尾鼻音，如*tunpu >上古日语（Old Japanese）tubu >现代日语（Modern Japanese）tsubu“粒”，*pinsa > OJ piza > MJ hiza“膝”。该鼻音和后来的成音拍鼻音不一样，它来自缩写或如汉语的外语借词。:44

### *w与*j的塞音假说
学者们大都认为其他上古日语辅音能映射回原始日语，只有上古日语w和y的来源该拟作近音*w和*j还是浊塞音*b和*d存在争议。这主要基于琉球语证据：:3
- 南琉球方言有和上古日语w对应的/b/，如ba“我”和bata“肠”对应上古日语wa和wata。[7]:195本州岛西海岸富山湾附近的两种方言也有和其它日语方言音节首的/w/对应的/b/。[3]:38–39
- 与那国语在琉球岛链的最远端，有和上古日语的y对应的/d/，如da“屋”、du“汤”和dama“山”对应上古日语ya、yu和yama。[7]:195

支持日本人群和朝鲜人群，及其他东北亚人群有基因关系的许多学者论证南琉球语声母/b/和与那国语声母/d/是原始日语浊塞音*b和*d的滞古，它们在其他地方经过弱化成为/w/和/j/。:40然而许多语言学家特别是日本语言学家则持完全相反的假设：南琉球语的/b/和与那国语的/d/源自当地的创新，原始日语*w和*j经历强化变成塞音。:36–37, 40*d- > j弱化的情况实质上很弱，而强化假设的证据包括中古汉语借词中的*j声母也在与那国语中有/d/声母的对应，如dasai“蔬菜”来自中古汉语*jia-tsʰʌi （野菜）。:411454年成书的朝鲜编年史《世宗大王实录》以吏读记录了与那国岛的本土称呼为“閏伊是麼”，中世朝鲜语读作zjuni sima，sima是日本-琉球语基础词“岛”的意思。这是个直接证据，显示强化的中间阶段*j- > *z- > d-，形成现代的/dunaŋ/“与那国”。:43–44

### *s的塞擦音假说
原始日语的*s塞擦音假说与古日语*s的音值直接相关。
认为古日语（上古日语和中古日语的总称）的/s/是塞擦音的假说是受悉曇学的音图影响产生的。将日语的辅音按梵语辅音顺序排序的五十音图始见于平安时代，而/s/行正好在对应硬颚塞擦音的位置。但这个排列无法排除/s/是颚化的齿擦音[ɕ]的可能性。
以有坂秀世为首的日本国内研究者和罗伊·安德鲁·米勒等20世纪的上古日语研究者认为/s/有基于环境的塞擦音同位异音（参考“上古日语”），但马歇尔·昂格尔:21基于形态学证据指出几乎所有语言都有[s]，几乎没有任何一门语言有/ts/而无/s/，据此否定了塞擦音假说。此外三宅英雄和Riley于1996年的私人通信:100中将上古日语万叶假名与推古时期的用字进行比较分析，发现塞擦音假说必须发生在将声母分开写的现象存在的假设下难以想象的塞擦音变化，并指出使用サ行的万叶假名是从那以前的体系继承下来的、基于日本书纪α群否定了塞擦音同位异音假说。

### 元音
六元音假说如下：:26
|        | 前元音 | 央元音 | 后元音 |
| ------ | ------ | ------ | ------ |
| 闭元音 | *i     |        | *u     |
| 中元音 | *e     | *ə     | *o     |
| 开元音 |        | *a     |        |

元音*i、*u、*ə和*a被上古日语保存，其他上古日语元音则来自元音单化。:67{[Rp|5}中元音*e和*o的构拟是为琉球语的对应做出解释。:32–34上古日语中它们在词尾以外的位置分别高化为i和u。:5:47它们不仅在上代东国方言留下蛛丝马迹:34，也在早期木简和一些现代日语方言中留存。:46–48
| 原始日语 | 原始琉球语 | 上古日语  |
| -------- | ---------- | --------- |
| *i       | *i         | i1        |
| *e       | *e         | i1 （e1） |
| *u       | *u         | u         |
| *o       | *o         | u （o1）  |
| *ə       | *o         | o2        |
| *a       | *a         | a         |

一般认为上古日语的其他元音来自原始日语双元音，这在琉球语和上代东国方言的反映均不同：:136:152
| 原始日语 | 原始琉球语:136 | 上古日语:136:50, 152 | 上古东部日语:152 |
| -------- | -------------- | -------------------- | ---------------- |
| *ui      | *i             | i2                   | i                |
| *əi      | *e             | i2 （e2）            | i                |
| *ai      | *e             | e2                   | e                |
| *iə      | *e             | e1                   | e                |
| *ia      | *e             | e1                   | a                |
| *au      | *o             | o1                   | o1               |
| *ua      | *o             | o1                   | o1               |

多数时候原始日语的*əi对应上古日语i2。原始日语*əi为上古日语e2和o2（< *ə）交替的情形构拟。一些学者构拟高央元音*ɨ解释这交替，但无论琉球语还是上代东国方言都没有证据。:45–47:35–36该交替反映e2似乎受限于特定的名义上的单音节词根，如se~so2“背”，me2~mo“藻”和ye~yo2“枝”。:32其本质可能是o2 < *ə 与 *əi > e2的交替。

### 声调
日语高低音调通常不被记录在古日语文献中。:37–39最古老的关于声调的描述出现在11世纪末12世纪初的词典《类聚名义抄》，定义了不同的现代本土日语方言间对应的通用调类。:210–212然而琉球语共享一套调值系统。:8《类聚名义抄》对双音节词定义了5个调类，这在日本本土反映为3个不同的声调系统，即京都型、东京型和鹿儿岛型。每个型的模式在多音节的音系学词和一个后继的中性小品词上展现。琉球语则以龟津（德之岛语的权威方言）方言为代表，展现了一种三向划分，部分划分直穿5种本土声调。
| 类  | 京都 | 东京 | 鹿儿岛 | 龟津       | 龟津       |
| --- | ---- | ---- | ------ | ---------- | ---------- |
| 2.1 | HH-H | LH-H | LH-L   | LH-H       | LH-H       |
| 2.2 | HL-L | LH-L | LH-L   | LH-H       | LH-H       |
| 2.3 | HL-L | LH-L | LL-H   | （a） HL-L | （b） LH-L |
| 2.4 | LL-H | HL-L | LL-H   | （a） HL-L | （b） LH-L |
| 2.5 | LH-L | HL-L | LL-H   | （a） HL-L | （b） LH-L |

在部分琉球方言中，包括首里方言，（a）调被第一个音节的长元音标记而不是一个独立的调类，这使服部四郎设想声调区别的来源之一是元音长度。:134–135

## 音素配列论
原始日语的单词多在两个音节以上，每个音节都由辅音和元音结合而成。一说原始日语的特征是常常发现含有同样元音的音节，是元音和谐起作用的根据，但真相不明。目前发现同一结合单位内（即词根内）əi&a与ə、a&əi与ə、ə&əi与a不共存的倾向强烈。

### 有坂-池上法则
有坂-池上法则是上古日语乃至整个日本-琉球语系都能见到的一种音节结合的法则。由有坂秀世和池上祯造在1932年分别独立发现。如下：
- o1与o2不能在同一词根中共存。
- u与o2少见在同一词根内同时出现。特别是在有u和o同时出现的双音节词根中o一定是o1。
- a与o2少见在同一词根内同时出现。

其例子如：
- *kətə> 上古日语 ko₂to₂“事，言”；*kətə-aru> *kətaru > 上古日语 kataru“语”

上古日语wo的原始日语形态要据此确定：:281–299* *təwə> 上古日语 to₂wo“十”
- *awo> 上古日语 awo“青”

## 词汇

### 代词
第一人称代词是*wa和*a，它们在后代中的演化截然不同。:62–63*na可能借自朝鲜语族，产生了日语中心态矛盾的人称代词、北琉球语的第二人称代词和南琉球语的反身代词。:33:63–65原始琉球语有另一个第二人称代词，*ʔe或*ʔo，证据遍及群岛。:65:219–221
下列疑问代词可构拟进原始日语。:66–67
- *ta 谁
- *n-anu- 什么
- *entu- “何~” （可能借自朝鲜语系）
- *e-ka 如何

下列指示代词可构拟进原始日语。:71
- *kə 这 （近指）
- *ka 那 （远指）

上古日语中指指示代词（so < *sə）和原始琉球语（*ʔo）的来源无关。:71

### 数词
构拟的原始日语数词（1-10）和它们在部分后代语言里的反映如下:
|              | 原始日语:31, 33 | 本土      | 本土             | 琉球语              | 琉球语      | 琉球语  | 半岛日语† |
| 上古日语:199 | 原始日语:31, 33 | 现代日语  | 首里（冲绳）:357 | 鸠间 （八重山）:387 | 与那国:429  |         | 半岛日语† |
| ------------ | --------------- | --------- | ---------------- | ------------------- | ----------- | ------- | --------- |
| 1            | *pitə           | pi1to2    |                  | tii-                | pusu-       | tʼu-    |           |
| 2            | *puta           | puta      |                  | taa-                | huta-       | tʼa-    |           |
| 3            | *mi（t）-       | mi1       |                  | mii-                | mii-        | mii-    | *mit      |
| 4            | *jə             | yo2       |                  | juu-                | juu-        | duu-    |           |
| 5            | *itu            | itu       |                  | ici-                | ici-        | ici-    | *yuci     |
| 6            | *mu（t）-       | mu        |                  | muu-                | muu-        | muu-    |           |
| 7            | *nana           | nana      |                  | nana-               | nana-       | nana-   | *nanən    |
| 8            | *ja             | ya        |                  | jaa-                | jaa-        | daa-    |           |
| 9            | *kəkənə         | ko2ko2no2 |                  | kukunu-             | （ku）kunu- | kugunu- |           |
| 10           | *təwə           | to2wo     |                  | tuu                 | tuu-        | tuu     | *tək      |

原始日语2、6、8似是通过和1、3、4元音交替构词。:33

## 词汇
※OJ=Old Japanese（上古日语）
※PR=proto-Ryukyuan（原始琉球语）
※EMJ=Early Middle Japanese（中古日语）
| 词汇   | 原始日语形式 | 注释                                 |
| ------ | ------------ | ------------------------------------ |
| 大きい | *əpə         | 参考*əpəi                            |
| 目     | *mai         | 被覆形OJ ma                          |
| 鼻     | *pana        |                                      |
| 口     | *kutui       | 被覆形OJ kutu                        |
| 脚     | *paNki       |                                      |
| 月     | *tukoi       | 被覆形OJ tuku, PR *tuko              |
| 家     | *ipia        | 远江骏河语ipi1，OJ ipe1              |
| 石     | *esoi        | 上代东国语等。被覆形OJ iso1          |
| 黑     | *kuro        | 存在单词kuri                         |
| 火     | *poi         | 被覆形OJ po, EOJ pu, PR的露出形是*pi |
| 鸭     | *kamau       | 远江骏河语kama                       |
| 针     | *parui       | 上代东国语paru                       |
| 神     | *kamui       | 被覆形OJ kamu, 阿伊努语kamuy         |
| 茎     | *kukui       | 被覆形OJ kuku                        |
| 身     | *mui         | 被覆形OJ mu                          |
| 幸     | *satui       | 被覆形OJ satu                        |
| 起     | *əkəi        | 他动词形OJ oko2s-                    |
| 育つ   | *əpəi        | 形容词形OJ opo-                      |
| 下りる | *ərəi        | 他动词形OJ oro2s-                    |
| 落     | *ətəi        | 他动词形OJ oto2s-                    |
| 干     | *pəi         | 他动词形OJ pos-                      |
| 黄泉   | *jəməi       | 被覆形OJ yo2mo2                      |
| 黄     | *koi         | 被覆形PR *ko, EMJ ko, OJ ku          |

## 更多
- Pellard, Thomas, , Cahiers de Linguistique Asie Orientale, 2010, 39 (1)  [2021-03-13], doi:10.1163/1960602810X00089, （原始内容存档于2021-09-21）.:95–114
- Pellard, Thomas. . Frellesvig, Bjarke; Kinsui, Satoshi; Whitman, John  (编). . Berlin: De Gruyter Mouton. 2020  [2021-03-13]. ISBN 978-1-61451-285-1. （原始内容存档于2021-06-24）.
- Vovin, Alexander, , Diachronica, 1994, 11 (1), doi:10.1075/dia.11.1.08vov.:95–114